# Heteropterygini
Heteropterygini ist die einzige Tribus innerhalb der Unterfamilie der Heteropteryginae aus der Ordnung der Gespenstschrecken (Phasmatodea). Mit knapp 20 beschrieben Vertretern stellt diese Unterfamilie sowohl die artenärmste und als auch diejenige der drei zur Familie Heteropterygidae gehörenden Unterfamilien dar, zu der die größten und auffallendsten Arten gezählt werden.

## Merkmale

### Größe und Gewicht
Die Vertreter der Heteropterygini sind meist verhältnismäßig groß und schwer. Männchen werden 2,5 bis 13 cm lang, Weibchen erreichen Körperlängen zwischen 4,5 und 17 cm, wobei die größeren Arten deutlich in der Mehrheit sind. Lediglich die Weibchen von Haaniella parva, Haaniella kerincia und Haaniella scabra bleiben kleiner als 8,5 cm. Die Männchen dieser Arten werden mindestens 2,5 bis 4,0 cm und maximal 3,7 bis 5,7 cm lang. Die 14 bis 17 cm langen Weibchen der Malaiischen Riesengespenstschrecke (Heteropteryx dilatata) dürften mit 30 bis 70 g zu den schwersten Phasmiden überhaupt gehören.

### Morphologie
Ein Merkmal dieser Tribus sind die bei den Weibchen aller Arten zu Stridulationsorganen umgewandelten Flügel. Die kurzen Vorderflügel (Tegmina) bedecken die ebenso kurzen Hinterflügel und dienen primär der Lauterzeugung (Abwehrstridulation). Auch die Flügel der Männchen sind bei den meisten Arten verkürzt und zu Stridulationsorganen umgebaut. Die Abwehrstridulation wird ergänzt durch das Anheben des Hinterleibs (Abdomen) und das Zusammenschlagen der bedornten Hinterbeine. Bei Wahrnehmung taktiler Reize werden die Schienen klappmesserartig gegen die Schenkel geschlagen, was ein Einklemmen des Gegners zum Ziel hat.
Bei adulten Weibchen ist der Hinterleib zur Mitte verbreitert und durch die in großer Zahl produzierten Eier deutlich erhöht. Ihr Abdomen endet in einem spitzen Legestachel, welcher den eigentlichen Ovipositor umgibt. Dieser wird ventral aus dem achten Sternit gebildet, welches hier als Subgenitalplatte, oder auch Operculum bezeichnet wird. Dorsal besteht der Legestachel aus dem als Supraanalplatte oder Epiproct bezeichneten elften Tergum. Die kleineren Männchen haben einen im Querschnitt rundlichen mittleren Abdomenbereich, welcher hier ganz im Gegensatz zu den Weibchen am dünnsten ist. Das verdickte Abdomenende wird bei ihnen ventral durch die Subgenitalplatte und dorsal vom achten, neunten und dem als Analsegment bezeichneten zehnten Tergum gebildet.

### Acanthotaxie

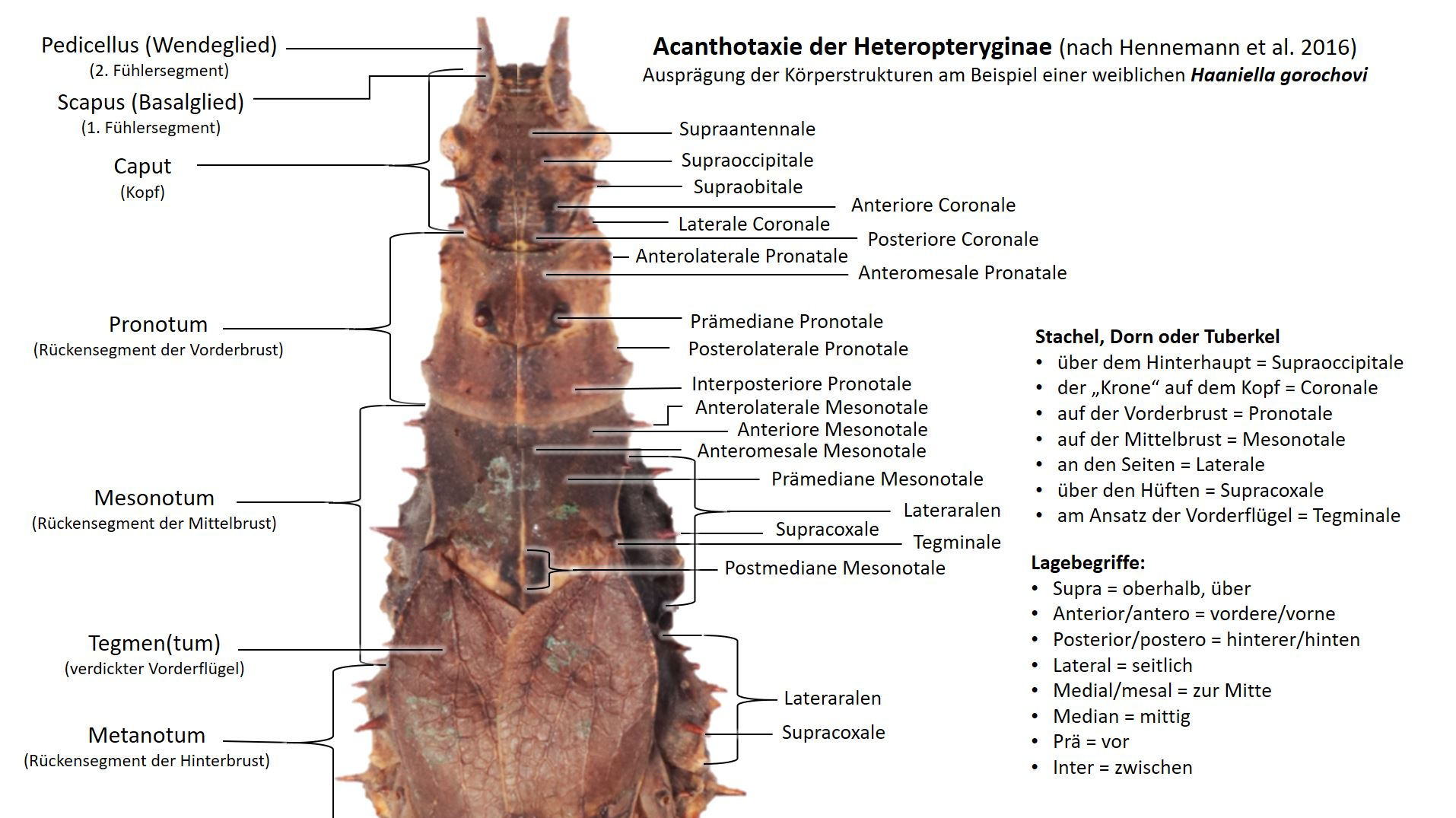
Acanthotaxie der Heteropteryginae am Beispiel einer Haaniella gorochovi, ♀

Der Körper ist mit zahlreichen, oft spitzen Stacheln, aber auch Tuberkeln besetzt. Deren Anordnung ist für die Unterfamilie typisch. Ihre Ausprägung ist sehr unterschiedlich und so artspezifisch, dass sie zur Bestimmung und Abgrenzung der Arten genutzt wird. Diese als Acanthotaxie bezeichnete Methode, wurde 1939 von James Abram Garfield Rehn & John W. H. Rehn für die Obriminae entwickelt, 1998 und 2001 von Philip Edward Bragg für die Dataminae modifiziert und 2016 von Frank H. Hennemann et al. für die Heteropteryginae angepasst. Die jeweiligen Strukturen werden dabei nach ihrer Lage bezeichnet. Die Stacheln, die sich auf dem für Heteropteryginae typischen konisch geformten Scheitel des schräg nach vorn unten gerichteten Kopfes befinden, wirken wie eine Krone und werden deshalb als Coronalen bezeichnet (Corona lat. für Kranz oder Krone). Die über der Basis der Antennen werden Supraantennalen, die auf dem Hinterhaupt Supraoccipitalen genannt (occiput lat. für Hinterhaupt, siehe: occipital). Stacheln auf dem Pro-, Meso- und Metanotum werden als Pronotalen, Mesonotalen beziehungsweise Metanotalen bezeichnet. Stacheln an den Meso- und Metapleuren werden allgemein als Lateralen bezeichnet und die Einzelstacheln über deren Coxen werden als Supracoxalen angesprochen.

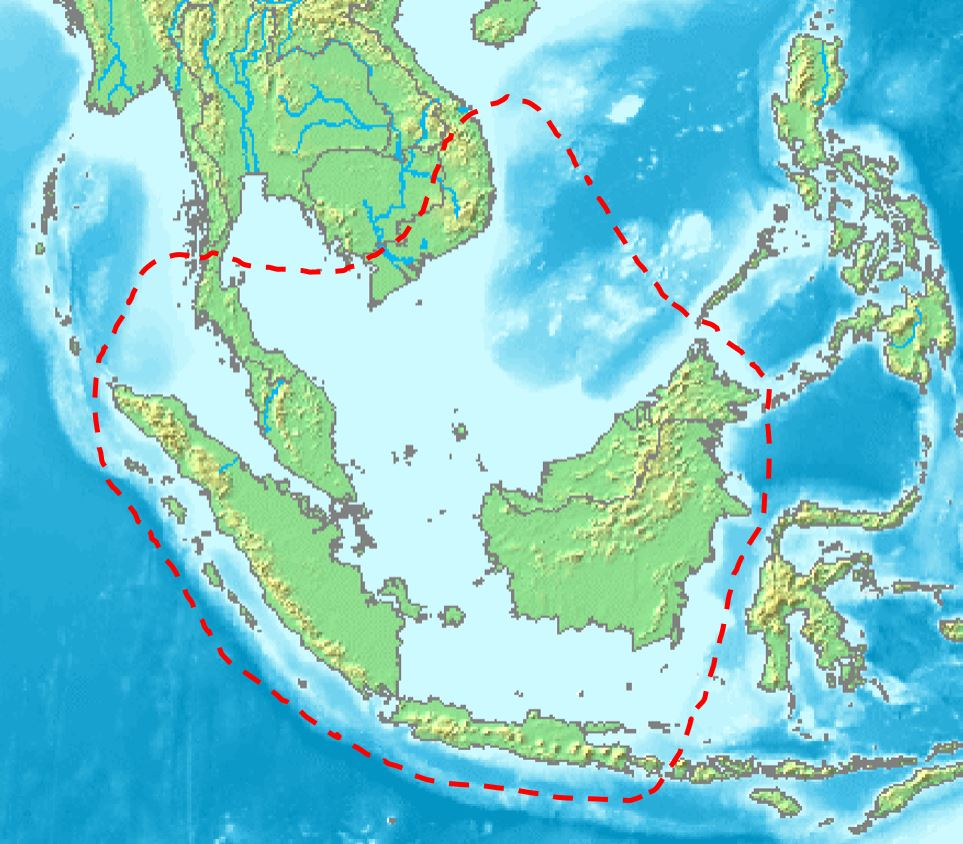
Verbreitungsgebiet der Heteropteryginae nach Bank et al. (2021)

## Verbreitung
Das Verbreitungsgebiet der Heteropteryginae erstreckt sich vom Süden Vietnams über den thailändischen Teil der malaiischen Halbinsel und schließt mit Borneo, Sumatra und Java die Großen Sundainseln außer Sulawesi ein. Von den Kleinen Sundainseln wird lediglich Bali bewohnt. Die östliche Verbreitungsgrenze entspricht somit dem südlichen Verlauf der Huxley-Linie, ohne im Norden Palawan einzuschließen.

## Fortpflanzung und Lebenserwartung

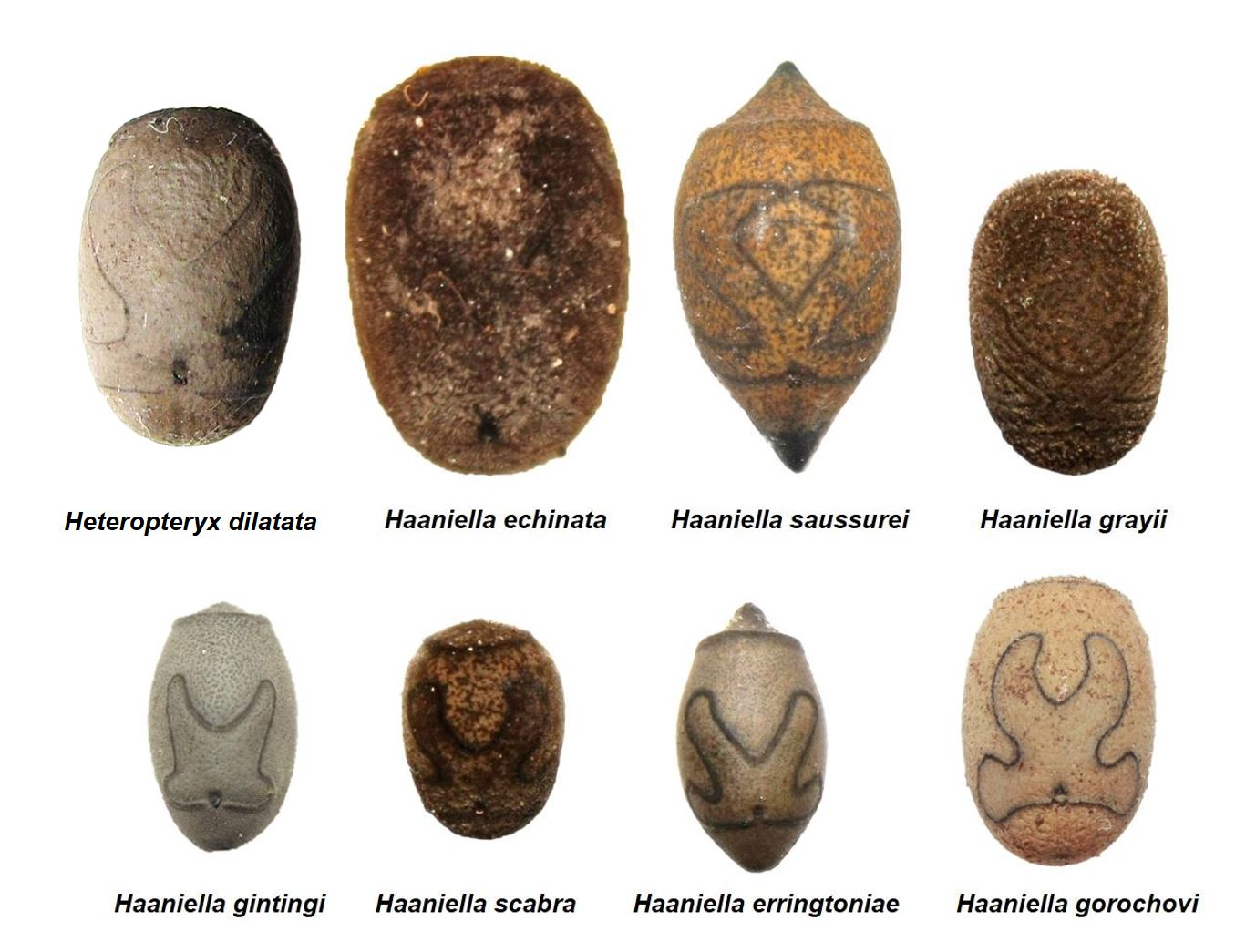
Eier von acht Heteropteryginae-Arten

Die adulten Weibchen legen ihre verhältnismäßig großen Eier mittels Ovipositor meist einzeln, mehrere Zentimeter tief im Erdboden ab. Die zwischen 6 und 12 mm langen und 4,5 bis 7 mm breiten Eier gelten als die schwersten Gespenstschreckeneier. Ihre Form ist typisch eiförmig mit entweder stumpfem oder spitzem unterem Pol. Ähnlich sieht es beim Deckel (Operculum) aus. Er ist jeweils kreisrund und kann flach oder mittig leicht spitz erhoben sein. Die Mikropyle befindet sich zwischen den beiden unteren Armen einer vierarmigen Mikropylarplatte. Diese vier Arme sind x-förmig ausgerichtet, wobei die unteren Arme meist kürzer sind und in einem größeren Winkel oder sogar in einer Linie nebeneinander liegen. Bei einigen Arten sind die Arme an den Enden erweitert, bei anderen um den Schnittpunkt. Bis zum Schlupf vergehen je nach Art 6 bis 12 Monate, bis die Nymphen adult sind meist eine ähnliche Zeitspanne. Neben Arten mit durchschnittlicher Lebenserwartung, gibt es Arten die mit bis zu fünf Jahren ein für Gespenstschrecken erstaunliches Alter erreichen.

## Systematik
William Forsell Kirby errichtete 1896 für die Gattung Heteropteryx die Unterfamilie Heteropteryginae innerhalb der Familie Bacillidae. Im Jahr 1904 schloss er alle damals bereits bekannten Gattungen der heutigen Heteropterygidae, sowie die Gattung Parectatosoma in diese Unterfamilie ein. Josef Redtenbacher führte 1906 die Gattungen Heteropteryx, Leocrates (heute Synonym zu Heteropteryx) und wiederum Parectatosoma, sowie die neu errichtete Anisacantha in der Tribus Heteropterygini. Klaus Günther überführte 1953 die beiden Triben Obrimini und Datamini in die Unterfamilie Heteropteryginae. Deren bisherige südostasiatische Gattungen Heteropteryx und Leocrates stellte er in die Heteroperygini. Für die madagassischen Gattungen Parectatosoma und Anisacantha errichtete er die Anisacanthini. Oliver Zompro erhob 2004 die Unterfamilie Heteropteryginae in den Rang einer Familie. Von den vier enthaltenen Triben wurden drei in den Rang von Unterfamilien der Heteropterygidae gestellt, während die madagassischen Arten in die neu errichtete Familie Anisacanthidae überführt wurden. Für die Unterfamilie Heteropteryginae wurden die Heteropterygini als einzige Tribus festgelegt. Deren Arten werden seit der Bearbeitung dieser Gruppe 2016 durch Hennemann et.al durch die Synonymisierung der von Zompro aufgestellten Gattung Miniopteryx nur noch in zwei und nicht mehr in drei Gattungen eingeteilt. In der ersten Genanalyse zur Klärung der Phylogenie einer Phasmidenfamilie wurden von Sarah Bank et al. sieben mitochondriale Gene und Gene aus dem Zellkern untersucht um die Verwandtschaftsverhältnisse der äußeren und inneren Systematik zu klären. In deren Ergebnis wurde gezeigt, dass die Vertreter der Heteropterigini zwar eine gemeinsame Klade bilden, aber die Gattung Heteropteryx phylogenetisch mitten in mehreren Linien von aktuell in Haaniella geführten Arten zu platzieren ist. Dem folgend müsste entweder Haaniella in mehrere Gattungen aufgespalten werden oder zugunsten der früher beschrieben Gattung Heteropteryx eingezogen werden. Letzteres erscheint aufgrund fehlender, größerer autapomorpher Unterschiede wahrscheinlicher.

Gültige Gattungen und ihre Synonyme sind:
- Haaniella Kirby, 1904

(Syn. = Heteropteryx Redtenbacher, 1906)
(Syn. = Miniopteryx Zompro, 2004)
- Heteropteryx Gray, G. R., 1835

(Syn. = Leocrates Stål, 1875)